# Uchenna Nwosu
Anon Uchenna Nwosu Jr. (geboren am 28. Dezember 1996 in Carson, Kalifornien) ist ein US-amerikanischer American-Football-Spieler auf der Position des Outside Linebackers. Er spielte College Football für die University of Southern California und steht seit 2022 bei den Seattle Seahawks in der National Football League (NFL) unter Vertrag. Zuvor spielte Nwosu vier Jahre lang für die Los Angeles Chargers.

## College
Nwosu hat nigerianische Wurzeln und wuchs in der Metropolregion Los Angeles auf, wo er die Narbonne High School besuchte. Mit Football begann er erst in seinem zweiten Jahr an der Highschool und wurde als Safety eingesetzt, zuvor spielte er Basketball. Ab 2014 ging Nwosu auf die University of Southern California, um College Football für die USC Trojans zu spielen. Nach zwei Jahren als Ergänzungsspieler stand er ab 2016 in der Stammformation der Trojans. In der Saison 2017 wurde Nwosu in das All-Star-Team der Pacific-12 Conference (Pac-12) gewählt. Er verzeichnete 2017 insgesamt 71 Tackles, davon 9,5 für Raumverlust, sowie 7,5 Sacks, eine Interception und 13 abgewehrte Pässe. Nwosu wurde zusammen mit Quarterback Sam Darnold als Co-MVP bei den Trojans ausgezeichnet.

## NFL
Nwosu wurde im NFL Draft 2018 in der zweiten Runde an 48. Stelle von den Los Angeles Chargers ausgewählt. In den Play-offs seiner Rookiesaison 2018 konnte Nwosu in der Divisional Round beim Stand von 23:17 gegen die Baltimore Ravens 28 Sekunden vor Ende der Partie einen Fumble von Lamar Jackson erzwingen, den die Chargers aufnehmen konnten, womit er den Sieg für Los Angeles sicherte. Hinter Joey Bosa und Melvin Ingram kam Nwosu in seinen ersten drei Jahren in der Liga nicht über eine Rolle als Rotationsspieler hinaus und spielte bei rund 35 % aller defensiven Spielzüge. Zur Saison 2021 konkurrierte Nwosu nach dem Abgang von Ingram mit Kyler Fackrell um die freigewordene Position als Stammspieler und konnte sich durchsetzen. In seinem ersten Jahr als Starter konnte Nwosu vor allem in der zweiten Saisonhälfte überzeugen und kam auf fünf Sacks.
Zur Saison 2022 verpflichteten die Chargers per Trade Khalil Mack und verlängerten den auslaufenden Vertrag mit Nwosu nicht. Im März 2022 unterschrieb er einen Zweijahresvertrag im Wert von 19,05 Millionen US-Dollar bei den Seattle Seahawks. Bei seinem Debüt für die Seahawks in Woche 1 konnte Nwosu beim 17:16-Sieg über die Denver Broncos sieben Tackles, einen verhinderten Pass und einen Sack verzeichnen. Zudem konnte er einen Fumble an der eigenen 1-Yard-Linie erzwingen, den die Seahawks erobern konnten. Diese Leistung brachte ihm die Auszeichnung als NFC Defensive Player of the Week ein. Mit 9,5 Sacks führte er sein Team in dieser Statistik zusammen mit Darrell Taylor an. Im Juli 2023 einigte Nwosu sich mit den Seahawks auf eine Vertragsverlängerung um drei Jahre im Wert von 45 Millionen US-Dollar, davon 32 Millionen garantiert, mit Bonuszahlungen bis zu 59 Millionen US-Dollar. Am siebten Spieltag der Saison 2023 zog er sich bei der Partie gegen die Arizona Cardinals eine Brustmuskelverletzung zu, die eine Operation erforderlich machte und wegen der er für den Rest der Saison ausfiel.

### NFL-Statistiken
| Saison                             | Saison | Spiele | Spiele      | Tackles | Tackles | Tackles | Tackles | Interceptions | Interceptions | Interceptions | Interceptions | Interceptions | Fumbles | Fumbles | Fumbles |
| Jahr                               | Team   | Spiele | als Starter | Gesamt  | Solo    | Ast     | Sacks   | PD            | INT           | Yds           | Lng           | TD            | FF      | FR      | TD      |
| ---------------------------------- | ------ | ------ | ----------- | ------- | ------- | ------- | ------- | ------------- | ------------- | ------------- | ------------- | ------------- | ------- | ------- | ------- |
| 2018                               | LAC    | 16     | 3           | 28      | 18      | 10      | 3,5     | 1             | 0             | 0             | 0             | 0             | 0       | 0       | 0       |
| 2019                               | LAC    | 16     | 3           | 31      | 23      | 8       | 2,0     | 1             | 0             | 0             | 0             | 0             | 1       | 0       | 0       |
| 2020                               | LAC    | 13     | 4           | 33      | 20      | 13      | 4,5     | 2             | 0             | 0             | 0             | 0             | 0       | 0       | 0       |
| 2021                               | LAC    | 17     | 15          | 40      | 24      | 16      | 5,0     | 4             | 1             | 2             | 2             | 0             | 2       | 1       | 0       |
| 2022                               | SEA    | 17     | 17          | 66      | 42      | 24      | 9,5     | 4             | 0             | 0             | 0             | 0             | 3       | 2       | 0       |
| 2023                               | SEA    | 6      | 6           | 16      | 12      | 4       | 2,0     | 0             | 0             | 0             | 0             | 0             | 2       | 0       | 0       |
| 2024                               | SEA    | 6      | 2           | 14      | 8       | 6       | 1,0     | 1             | 0             | 0             | 0             | 0             | 2       | 0       | 0       |
| Gesamt                             | Gesamt | 91     | 50          | 228     | 147     | 81      | 27,5    | 13            | 1             | 2             | 2             | 0             | 8       | 3       | 0       |
| Quelle: pro-football-reference.com |        |        |             |         |         |         |         |               |               |               |               |               |         |         |         |